# Monte Kamuriki
Il monte Kamuriki (冠着山?, Kamuriki-yama) è situato presso Chikuma, città nella prefettura di Nagano, Giappone.

## Ubasute-yama
Il Kamuriki-yama è identificato anche come Ubasute-yama (姨捨山? lett. "montagna dove si abbandonano donne anziane"), ovvero uno di quei luoghi ove si sarebbe praticato l'ubasute, ovvero l'usanza di abbandonare i membri anziani o non autosufficienti in caso di carestia o siccità. La correttezza dell'attribuzione non è certa dato che il nome Ubasute-yama, modificatosi nel tempo, potrebbe riferirsi ad altri significati: il nome potrebbe derivare da un tempio nelle sue vicinanze, al fatto che alle sue pendici vi era una discarica della lavorazione della canapa, al continuo rinvenimento di cadaveri di viaggiatori nell'area o ad una nobile famiglia che abitava nei suoi pressi.